# Echeveria argentinensis var. kieslingii
Echeveria argentinensis var. kieslingii es una variedad de E. argentinensis, es una planta suculenta de la familia de las crasuláceas. Es endémica de Argentina, de la provincia de Salta.

## Historia
Fue colectada por primera vez por José Piccardo en el departamento Rosario de Lerma, Salta, Argentina el 16 de agosto de 1958. Su espécimen fue determinado por Eric Walther como Echeveria peruviana, al igual que el colectado en la Quebrada de Humahuaca en la provincia de Jujuy por Edward Kent Balls en 1939. Por lo que se incluyó a la provincia de Salta como el rango geográfico más austral de esta especie.
En 1968, el botánico estadounidense Paul Clifford Hutchison nombró a los herbarios de Jujuy de 1939 y de Salta de 1958 como Echeveria argentinensis al suponer que estos eran de una misma especie, pero diferente a la especie de Perú, E. peruviana, la cual él ya había estudiado. Actualmente se considera a E. peruviana endémica exclusivamente del sur de Perú.
En 2019 a partir de estudios de disección y secuenciación, y comparándola con la verdadera E. peruviana del Perú se pudo comprobar que efectivamente eran especies diferentes, en los que incluso no había una filogenia próxima sino una convergencia evolutiva. Fue rebautizada de manera oficial a Echeveria argentinensis en honor a Hutchison; además se determino que existían dos variedades diferentes. La variedad del valle de Lerma fue nombrada var. kieslingii en honor al biólogo argentino Roberto Kiesling, quien encontró ejemplares en las quebradas de Salta y Jujuy y concluyó, por la geografía y diferencias morfológicas, que podían ser diferentes.
La variedad tipo de E. argentinensis que es nativa de la Cordillera Oriental de Jujuy estando también presente en Salta solo en el departamento de Iruya. Mientras que la variedad kieslingii se la considera hasta el momento exclusiva de la provincia de Salta, en el oeste del valle de Lerma.

## Descripción
Es una planta suculenta, perenne, glabra y acaule o con tallo corto y simple. Presenta dos fenotipos diferentes en el cual se denota la coloración de la corola siendo amarillos en su zona geográfica más al sur y un rosa-naranja en su distribución de más al norte. Presenta también un estado de dormancia en las épocas sin lluvias que suele durar alrededor de 9 meses durante el año. Las flores de var. kieslingii se pueden diferenciar de la variedad tipo de argentinensis  en que las de var. kieslingii tienen una cintura más marcada sin importar el color. Florece entre enero y marzo.

### Diferencias

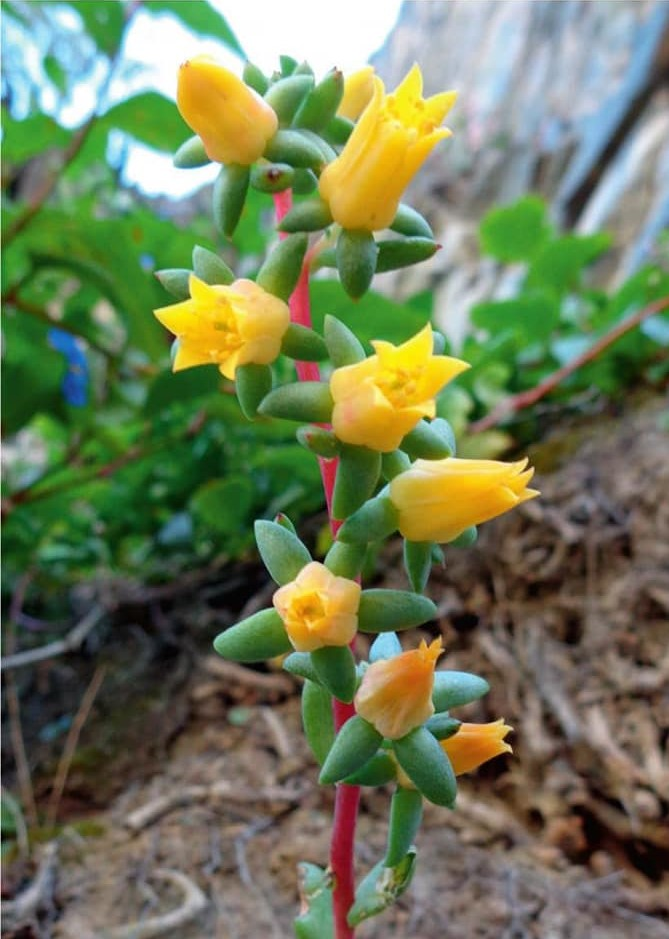
Detalle de la inflorescencia.

Echeveria argentinensis var. kieslingii difiere de la especie tipo de la siguiente manera:
- Las plantas son un poco más pequeñas.
- Las hojas son más numerosas y más glaucas.
- El escapo es ligeramente más corto y estrecho y tiene menos flores.
- Las flores presentan una cintura más marcada y son en su mayoría de color amarillo puro o un rosa más intenso.
- Las plantas florecen antes.
- Las raíces son algo menos tuberosas.

## Distribución y hábitat
La variedad kieslingii es endémica del valle de Lerma en los departamentos de Rosario de Lerma y Cachi de la provincia de Salta en Argentina, crece entre los 2050 - 3050 m s. n. m.

## Taxonomía
Echeveria argentinensis var. kieslingii fue descrita por Guillermo Pino, William Ale y Daniel Marquiegui en Cactus and Succulent Journal, 91(3): 190 (2019).
Etimología
Echeveria: nombre genérico que fue descrito en 1828 por Augustin Pyrame de Candolle en Prodromus Systematis Naturalis Regni Vegetabilis 3: 401. El género fue nombrado en honor del artista botánico mexicano Atanasio Echeverría y Godoy (¿1771?-1803).
argentinensis: epíteto geográfico que indica su localización en Argentina.
kieslingii: en honor al biólogo Roberto Kiesling quien hizo colectas de esta especie y fue el primero en darse cuenta de que era una nueva variedad.